# 1716

## Esdeveniments
Països Catalans
- 16 de gener - Catalunya: el Consejo de Castilla, en nom del rei Felip V, hi promulga el Decret de Nova Planta, que annexiona el país a la Corona de Castella com a territori conquerit i sotmet a l'administració militar en abolir-ne totes les institucions de sobirania política (guerra de Successió).[1]

Resta del món

## Naixements
Països Catalans
Resta del món
- 20 de gener - Madrid, Espanya: Carles III, Duc de Parma i Plascència (1731-1735), Rei de Nàpols (1734-1759), i Rei d'Espanya (1759-1788). Tercer fill de Felip V i Isabel de Farnesi (m. Madrid, Espanya 1788).
- 25 de març: Hangzhou (Xina): Yuan Mei, poeta,magistrat,pintor i gastrònom xinès de la dinastia Qing (m. 1797).[2]
- 12 d'abril: Torí, Ducat de Savoia: Felice Giardini violinista i compositor italià (m. 1796).[3]
- 28 d'abril:- Saint-Laurent-sur-Sèvre (França): Louis-Marie Grignion de Montfort, prevere i teòleg francès, fundador de les congregacions de les Filles de la Saviesa, la Companyia de Maria Monfortana i els Gabrielistes (n. 1673).[4]

## Necrològiques
Països Catalans
Resta del món
- 14 de novembre, Hannover, Ducat de Brunswick-Luneburg - Gottfried Wilhelm Leibniz, filòsof, matemàtic i polític alemany (n. 1646).
- 19 de juny, Japó - Tokugawa Ietsugu, 38è shogun.
- Patres: Mustafà Naima, historiador otomà.